# فارم‌استاندارد
فارم‌استاندارد (به انگلیسی: Pharmstandard) یکی از بزرگترین شرکت‌های داروسازی روسیه است، که شعبه مرکزی آن، در شهر اوفا قرار دارد.
فارم‌استاندارد دارای بیش از ۲۰۰ محصول مورد استفاده در درمان دیابت، کمبود هورمون رشد، بیماری‌های قلبی و عروقی، اختلالات عصبی و بیماری‌های عفونی، سرطان و غیره است، که بیش از ۹۰ محصول ارائه شده توسط آن، در لیست داروهای حیاتی، درج شده‌اند.
این شرکت دارای شش کارخانه تولیدی در روسیه است، که در شهرهای مسکو، اوفا، نیژنی نووگورود، کورسک، تومسک و تیومن مستقر می‌باشند.